# Long Distance Calling/Diskografie
Diese Diskografie ist eine Übersicht über die musikalischen Werke der deutschen Rockband Long Distance Calling. Ihre erfolgreichste Veröffentlichung ist das Studioalbum Eraser, das Platz fünf der deutschen Albumcharts erreichte.

## Alben

### Studioalben
| Jahr | Titel Musiklabel                            | Höchstplatzierung, Gesamtwochen, AuszeichnungChartplatzierungen (Jahr, Titel, Musiklabel, Platzierungen, Wochen, Auszeichnungen, Anmerkungen) | Höchstplatzierung, Gesamtwochen, AuszeichnungChartplatzierungen (Jahr, Titel, Musiklabel, Platzierungen, Wochen, Auszeichnungen, Anmerkungen) | Höchstplatzierung, Gesamtwochen, AuszeichnungChartplatzierungen (Jahr, Titel, Musiklabel, Platzierungen, Wochen, Auszeichnungen, Anmerkungen) | Anmerkungen                                                          |
| Jahr | Titel Musiklabel                            | DE | AT | CH | Anmerkungen                                                          |
| ---- | ------------------------------------------- | --- | --- | --- | -------------------------------------------------------------------- |
| 2007 | Satellite Bay Viva Hate/Cargo Records       | — | — | — | Erstveröffentlichung: 5. Oktober 2007                                |
| 2009 | Avoid the Light Superball Music/SPV         | — | — | — | Erstveröffentlichung: 24. April 2009                                 |
| 2011 | Long Distance Calling Superball Music / EMI | DE36 (1 Wo.)DE | — | — | Erstveröffentlichung: 18. Februar 2011                               |
| 2013 | The Flood Inside Superball Music/EMI        | DE33 (1 Wo.)DE | — | CH79 (1 Wo.)CH | Erstveröffentlichung: 1. März 2013                                   |
| 2016 | Trips InsideOut Music                       | DE23 (1 Wo.)DE | — | CH66 (1 Wo.)CH | Erstveröffentlichung: 29. April 2016 # 7 der deutschen Vinylcharts   |
| 2018 | Boundless InsideOut Music                   | DE24 (2 Wo.)DE | AT65 (1 Wo.)AT | CH22 (1 Wo.)CH | Erstveröffentlichung: 2. Februar 2018 # 11 der deutschen Vinylcharts |
| 2020 | How Do We Want to Live? InsideOut Music     | DE7 (3 Wo.)DE | — | CH10 (1 Wo.)CH | Erstveröffentlichung: 26. Juni 2020 # 10 der deutschen Vinylcharts   |
| 2022 | Eraser earMusic                             | DE5 (2 Wo.)DE | — | CH29 (1 Wo.)CH | Erstveröffentlichung: 26. August 2022 # 14 der deutschen Vinylcharts |

### Livealben
| Jahr | Titel Musiklabel                                                      | Höchstplatzierung, Gesamtwochen, AuszeichnungChartplatzierungen (Jahr, Titel, Musiklabel, Platzierungen, Wochen, Auszeichnungen, Anmerkungen) | Höchstplatzierung, Gesamtwochen, AuszeichnungChartplatzierungen (Jahr, Titel, Musiklabel, Platzierungen, Wochen, Auszeichnungen, Anmerkungen) | Höchstplatzierung, Gesamtwochen, AuszeichnungChartplatzierungen (Jahr, Titel, Musiklabel, Platzierungen, Wochen, Auszeichnungen, Anmerkungen) | Anmerkungen                            |
| Jahr | Titel Musiklabel                                                      | DE | AT | CH | Anmerkungen                            |
| ---- | --------------------------------------------------------------------- | --- | --- | --- | -------------------------------------- |
| 2019 | Stummfilm – Live from Hamburg (A Seats & Sounds Show) InsideOut Music | DE59 (1 Wo.)DE | — | — | Erstveröffentlichung: 1. November 2019 |

### EPs
| Jahr | Titel Musiklabel              | Höchstplatzierung, Gesamtwochen, AuszeichnungChartplatzierungen (Jahr, Titel, Musiklabel, Platzierungen, Wochen, Auszeichnungen, Anmerkungen) | Höchstplatzierung, Gesamtwochen, AuszeichnungChartplatzierungen (Jahr, Titel, Musiklabel, Platzierungen, Wochen, Auszeichnungen, Anmerkungen) | Höchstplatzierung, Gesamtwochen, AuszeichnungChartplatzierungen (Jahr, Titel, Musiklabel, Platzierungen, Wochen, Auszeichnungen, Anmerkungen) | Anmerkungen                            |
| Jahr | Titel Musiklabel              | DE | AT | CH | Anmerkungen                            |
| ---- | ----------------------------- | --- | --- | --- | -------------------------------------- |
| 2021 | Ghost Avoid the Light Records | DE21 (1 Wo.)DE | — | — | Erstveröffentlichung: 26. Februar 2021 |

Weitere EPs
| Jahr | Titel Musiklabel                     | Anmerkungen                                                 |
| ---- | ------------------------------------ | ----------------------------------------------------------- |
| 2008 | 090208 Viva Hate/Cargo Records       | Erstveröffentlichung: 26. September 2008 Split-EP mit Leech |
| 2014 | Nighthawk Avoid the Light Records    | Erstveröffentlichung: 26. Juni 2014                         |
| 2020 | Immunity InsideOut Music             | Exklusive CD des Magazins Rock Hard                         |
| 2020 | HDWWTL – The Remixes InsideOut Music | Zwei Remixe                                                 |

### Demos
| Jahr | Titel                | Anmerkungen                                                           |
| ---- | -------------------- | --------------------------------------------------------------------- |
| 2006 | DMNSTRTN Eigenverlag | Erstveröffentlichung: 2006 Wiederveröffentlichung 2017 über InsideOut |

## Videografie

### Videoalben
| Jahr | Titel Musiklabel                                                | Anmerkungen                            |
| ---- | --------------------------------------------------------------- | -------------------------------------- |
| 2019 | Stummfilm – Live from Hamburg (A Seats & Sounds Tour) InsideOut | Erstveröffentlichung: 1. November 2019 |

### Musikvideos
| Jahr | Titel                    | Regisseur(e)        |
| ---- | ------------------------ | ------------------- |
| 2011 | Into the Black Wide Open | Jan Höckesfeld      |
| 2013 | Tell the End             | Carlo Oppermann     |
| 2016 | Getaway                  | Özgür Arslan        |
| 2016 | Trauma                   | Iconographic        |
| 2017 | Out There                | Iconographic        |
| 2018 | Ascending                |                     |
| 2018 | Like a River             | Simon von der Gaten |
| 2020 | Hazard                   | Ingo Spörl          |
| 2020 | Voices                   | Oliver Sommer       |
| 2020 | Immunity                 | James Morgan        |
| 2021 | Black Shuck              | David Gregory       |
| 2021 | Fever                    | Ingo Spörl          |
| 2022 | Kamilah                  | Costin Chioreanu    |
| 2022 | Giants Leaving           | Costin Chioreanu    |
| 2022 | Eraser                   | Oliver Sommer       |

## Statistik

### Chartauswertung
|                     | DE    | AT    | CH    |
| ------------------- | ----- | ----- | ----- |
| Nummer-eins-Alben   | DE—DE | AT—AT | CH—CH |
| Top-10-Alben        | DE2DE | AT—AT | CH1CH |
| Alben in den Charts | DE8DE | AT1AT | CH5CH |